# Jan Kałusowski
Jan Aleksander Kałusowski (ur. 12 marca 2000 w Łodzi) – polski pływak specjalizujący się w stylu klasycznym, medalista mistrzostw Europy i rekordzista Polski.

## Kariera
W 2023 roku podczas uniwersjady w Chengdu zdobył srebrny medal na dystansie 100 m stylem klasycznym, uzyskując jako pierwszy Polak w historii wynik poniżej minuty (59,86).
W lutym 2024 roku na mistrzostwach świata w Dosze w konkurencji 50 m stylem klasycznym z czasem 27,38 zajął 16. miejsce.
Cztery miesiące później podczas mistrzostw Europy w Belgradzie wraz z Ksawerym Masiukiem, Jakubem Majerskim i Kamilem Sieradzkim zdobył srebrny medal w sztafecie 4 × 100 m stylem zmiennym. W konkurencji 200 m żabką wywalczył brąz, uzyskując czas 2:10,20. Na dystansie dwukrotnie krótszym zajął piąte miejsce, poprawiając czasem 59,58 rekord Polski ustanowiony dzień wcześniej w półfinale.